# Young Euro Classic

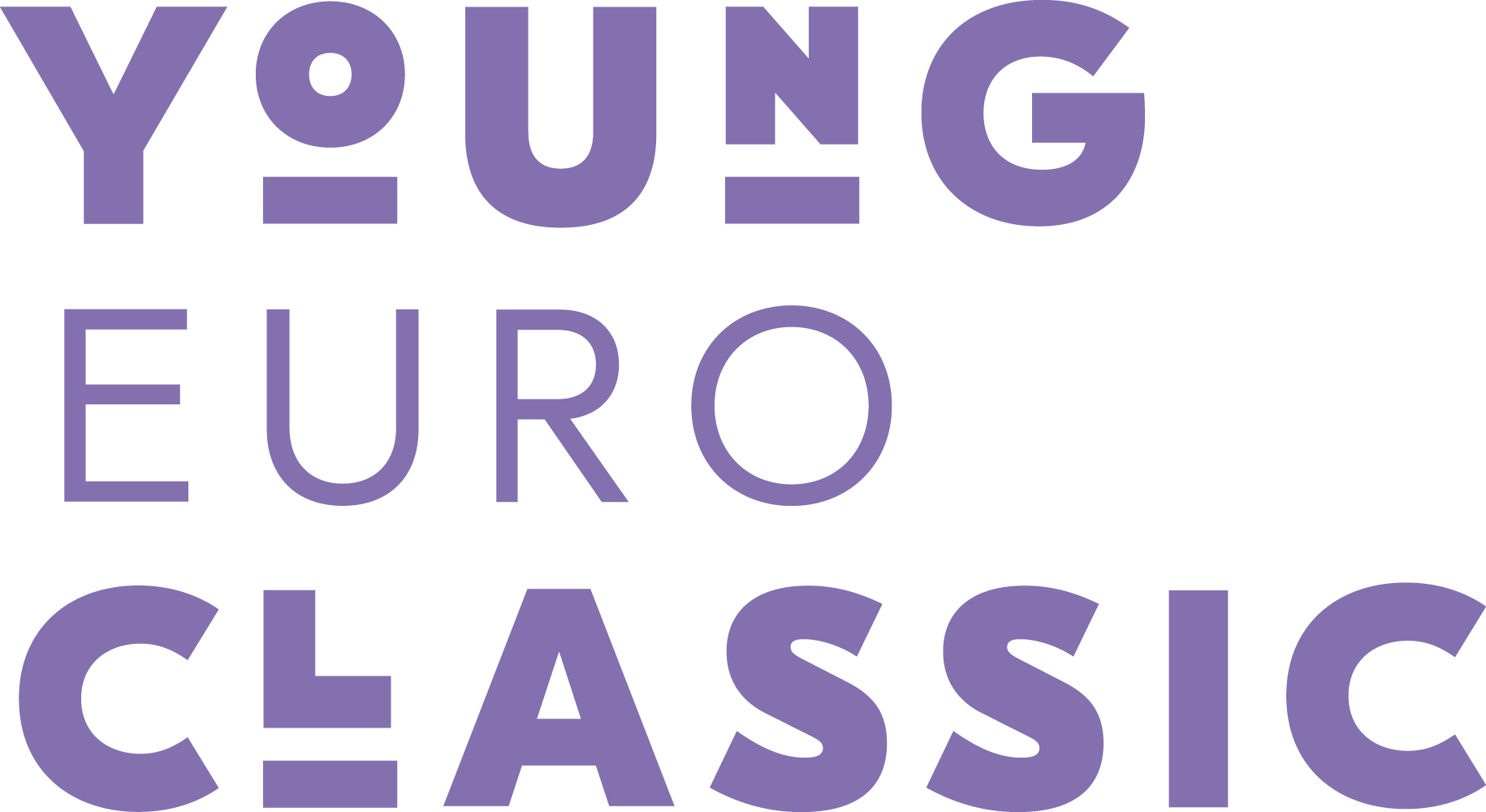
Logo von Young Euro Classic

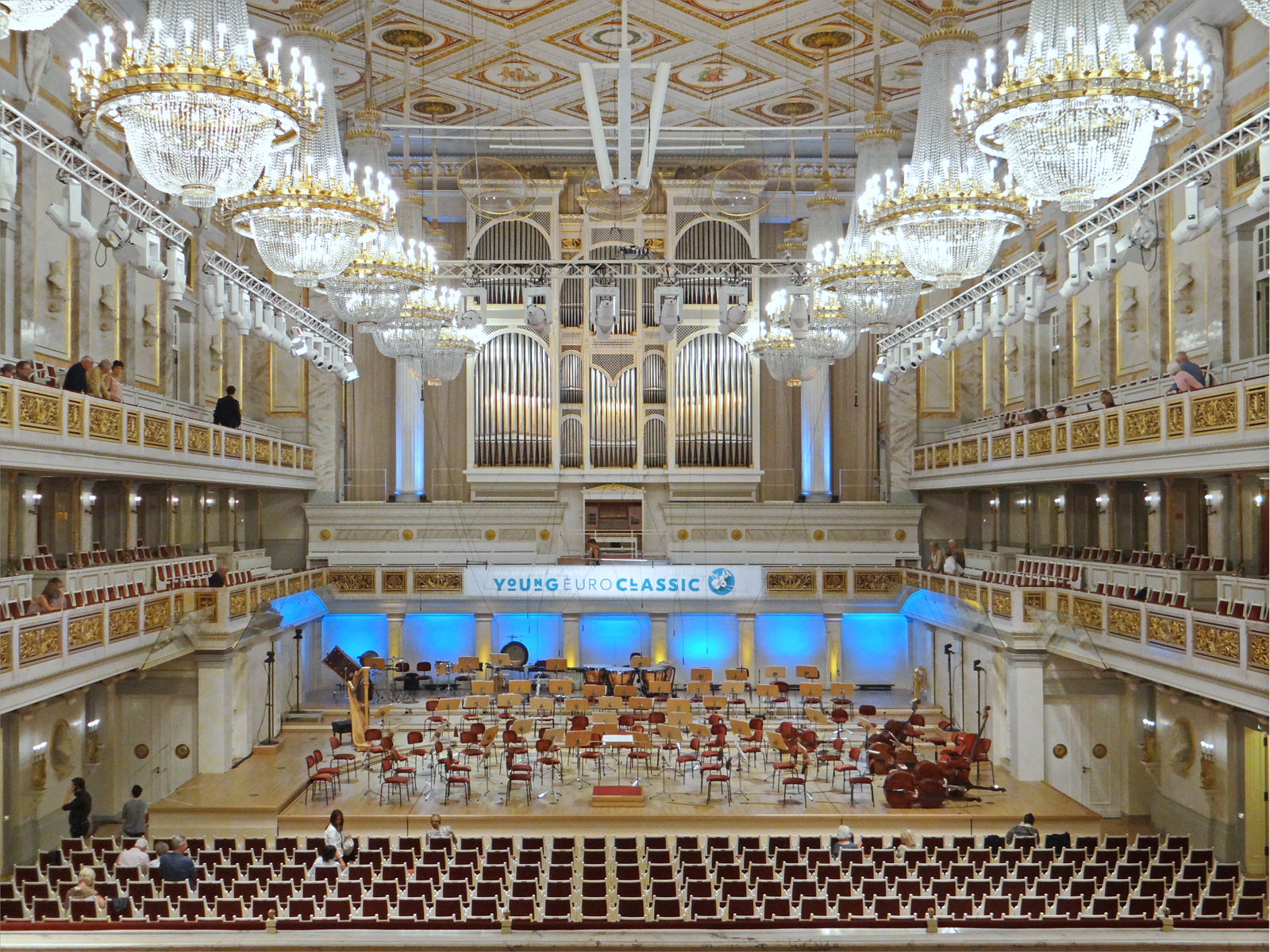
Das Konzerthaus Berlin während des Festivals 2017

Young Euro Classic ist ein internationales Musikfestival in Berlin, an dem Jugendsinfonieorchester aus aller Welt teilnehmen. Unter dem Motto „Hier spielt die Zukunft“ findet es jeden Sommer im Konzerthaus Berlin statt.

## Veranstalter

### Deutscher Freundeskreis europäischer Jugendorchester e. V. (DFK)
Der Deutsche Freundeskreis europäischer Jugendorchester e. V. (DFK) hat das Festival Young Euro Classic im Jahr 2000 ins Leben gerufen. Neben der Idee, jungen Orchestermusiker aus aller Welt eine Plattform zu bieten, soll mit dem Festival auch ein Beitrag für Offenheit und Dialog, für Europa, Berlin und die Gesellschaft geleistet werden.
Der Europäische Kompositionspreis wird im Rahmen von Young Euro Classic vom Regierenden Bürgermeister von Berlin ausgelobt. Prämiert wird die beste auf dem Festival präsentierte Uraufführung oder deutsche Erstaufführung. Die Entscheidung über die Verleihung des mit 5.000 € dotierten Kompositionspreises fällt eine ehrenamtliche Jury aus zehn musikbegeisterten Laien plus Vorsitzendem.

## Festivalhymne
Die Festivalhymne erklingt zu Beginn eines jeden Young Euro Classic-Konzerts in immer wieder überraschender, auch von der nationalen Eigenart der Orchester geprägter Variation. Sie ist ein Auftragswerk für Young Euro Classic. Der ungarische Komponist Iván Fischer komponierte ein Werk mit derart hohem Wiedererkennungswert, dass es seit über zehn Jahren die Veranstaltung begleitet. Anlässlich der Premiere seiner Festivalhymne sagte Fischer: „Bitte, nehmen Sie meine kurze Fanfare nicht zu ernst! Vor allem sollen die jungen Musiker es nicht zu perfekt spielen!“

### Liste der Festivalhymnen
| Jahr      | Komponist             | Land                      | Titel                            |
| --------- | --------------------- | ------------------------- | -------------------------------- |
| 2000–2001 | Mauricio Kagel        | Argentinien / Deutschland | Fanfaren für vier Trompeten      |
| 2002–2003 | Hans Schanderl        | Deutschland               | Salut au monde nach Walt Whitman |
| 2004–2005 | Anatolijus Senderovas | Litauen                   | Fanfaren                         |
| 2006–2007 | Nina Šenk             | Slowenien                 | Navitas                          |
| 2008      | Gouhui Ye             | China                     | Echo                             |
| 2009–2010 | Manfred Trojahn       | Deutschland               | Abendstraßen                     |
| 2011–2024 | Iván Fischer          | Ungarn                    | Young Euro Classic Festival Hymn |

## Europäischer Kompositionspreis
Der Europäische Kompositionspreis wird im Rahmen von Young Euro Classic vom Regierenden Bürgermeister von Berlin ausgelobt. Prämiert wird die beste auf dem Festival präsentierte Uraufführung oder deutsche Erstaufführung. Die Entscheidung über die Verleihung des mit 5.000 € dotierten Kompositionspreises fällt eine ehrenamtliche Jury aus zehn musikbegeisterten Laien plus Vorsitzendem.

### Gewinner des Europäischen Kompositionspreises
| Jahr | Gewinner                                                                                 | Nationalität      | Werktitel                                                                         |
| ---- | ---------------------------------------------------------------------------------------- | ----------------- | --------------------------------------------------------------------------------- |
| 2000 | Magnus Lindberg                                                                          | Finnland          | Cantigas                                                                          |
| 2001 | Stefán Arason                                                                            | Island            | 10-11                                                                             |
| 2002 | Anatolijus Senderovas                                                                    | Litauen           | Konzert in Do                                                                     |
| 2003 | Joachim F. W. Schneider                                                                  | Deutschland       | Sylphidentänze                                                                    |
| 2004 | Nina Šenk                                                                                | Slowenien         | Konzert für Violine und Orchester                                                 |
| 2005 | Ülo Krigul                                                                               | Estland           | Jenzeits                                                                          |
| 2006 | Magnar Åm                                                                                | Norwegen          | 'tisn't the snow falling, it's us leaving the ground                              |
| 2007 | Gouhui Ye                                                                                | China             | Spätherbst für Orchester                                                          |
| 2008 | Ahmet Altinel                                                                            | Türkei            | Le Sources de la Nuit                                                             |
| 2009 | Niels Klein                                                                              | Deutschland       | Refractions                                                                       |
| 2010 | Archil Giorgobiani                                                                       | Georgien          | Azari (Abchasische Begräbnismusik)                                                |
| 2011 | Gonzalo Grau                                                                             | Venezuela         | AQUA-Skizzen für Knabenstimme, Frauenstimme, Männerstimme, Erzähler und Orchester |
| 2012 | Olga Viktorova                                                                           | Russland          | Lux Aeterna                                                                       |
| 2013 | Silvia Colasanti                                                                         | Italien           | Responsorium                                                                      |
| 2014 | Aziza Sadikova                                                                           | Usbekistan        | Brief Scherben                                                                    |
| 2015 | Sinem Altan                                                                              | Türkei            | Hafriyat – Earthwork                                                              |
| 2016 | Liisa Hirsch                                                                             | Estland           | Mechanics of Flying                                                               |
| 2017 | Mariana Vieira                                                                           | Portugal          | Raíz                                                                              |
| 2018 | Agata Zubel                                                                              | Polen             | Fireworks                                                                         |
| 2019 | João Godinho                                                                             | Portugal          | Alcance I Reach                                                                   |
| 2020 | keine Verleihung aufgrund der Covid-19-Pandemie                                          |                   |                                                                                   |
| 2021 | keine Publikumsjury aufgrund der Covid-19-Pandemie, alle Einreichungen gewinnen anteilig |                   |                                                                                   |
|      | Airat Ichmouratov                                                                        | Russland / Kanada | Concerto Grosso Nr. 3 „Liechtenstein“ op. 68                                      |
|      | Aleksander Khubeev                                                                       | Russland          | „Game over“ für zwei Streichquartette und Klavier                                 |
|      | Arturs Maskats                                                                           | Lettland          | „Summer Dreams“ für Violine, Mezzosopran und Streichorchester                     |
|      | Marcelo Nisinman                                                                         | Argentinien       | „Gaia’s Tango“ für Violoncello, Bandoneon und Streicher                           |
|      | Kurt Schwertsik                                                                          | Österreich        | Violinkonzert Nr. 2 op. 81 „Albayzin und Sacromonte“                              |
| 2022 | Evrim Demirel                                                                            | Türkei            | „Ottoman Miniatures II“                                                           |
| 2023 | Evgeni Orkin                                                                             | Ukraine           | „Odessa Rhapsody“ für zwei Violinen und Symphonieorchester                        |
| 2024 | Ege Gür                                                                                  | Türkei            | „the image of that which is invisible“                                            |

## Young Euro Classic Paten
Die Abendkonzerte der Young Euro Classic werden jeweils durch einen prominenten Paten eröffnet. Sie begrüßen das Orchester und stellen das Ensemble vor. Die Paten sind Persönlichkeiten aus Wirtschaft, Kultur, Medien und Politik. Sie haben üblicherweise einen persönlichen Bezug zum Herkunftsland, zu den Künstlern oder den Werken, die an dem Abend gespielt werden.

## Orchesterchronologie
In den Spielzeiten 2000 bis 2024 nahmen 180 musikalische Formationen aus 60 Ländern und Regionen teil, nicht selten mehrmals.
| Land                    | Orchester                                                                                          | Jahr                                                             |
| ----------------------- | -------------------------------------------------------------------------------------------------- | ---------------------------------------------------------------- |
| Armenien                | Serenade Symphony Orchestra                                                                        | 2001                                                             |
| Armenien                | Symphonieorchester des Jerewaner Staatlichen Komitas Konservatoriums                               | 2007                                                             |
| Armenien                | Youth State Orchestra of Armenia                                                                   | 2010                                                             |
| Aserbaidschan           | Ensemble SoNoR                                                                                     | 2001                                                             |
| Aserbaidschan           | Junge Philharmonie Aserbaidschan                                                                   | 2008, 2010                                                       |
| Australien              | Australian Youth Orchestra                                                                         | 2007, 2013                                                       |
| Belarus                 | Symphonieorchester Junges Belarus                                                                  | 2005                                                             |
| Belarus                 | Presidentskij Orkestr Respubliki Belarus (Staatliches Jugendsymphonieorchester Belarus)            | 2010                                                             |
| Belgien                 | Filharmonisch Jeugdorkest van Vlaanderen                                                           | 2002                                                             |
| Belgien                 | Jonge Filharmonie / Jeune Philharmonie                                                             | 2000                                                             |
| Brasilien               | Orquestra Juveni da Bahia                                                                          | 2011                                                             |
| Brasilien               | Orquestra Sinfônica Jovem de Goiás                                                                 | 2024                                                             |
| Brasilien               | Staatliches Jugendorchester São Paulo                                                              | 2013                                                             |
| Bulgarien               | Nationales Jugendorchester Bulgarien „Pioneer Youth Philharmonic“                                  | 2016                                                             |
| Chile                   | Orquesta Sinfónica Nacional Juvenil                                                                | 2019                                                             |
| China                   | Guangzhou Youth Orchestra                                                                          | 2015                                                             |
| China                   | Macao Youth Symphony Orchestra                                                                     | 2010                                                             |
| China                   | National Youth Orchestra of China                                                                  | 2019                                                             |
| China                   | Orchester des Zentralkonservatoriums Bejing                                                        | 2005, 2014                                                       |
| China                   | Symphonieorchester des Konservatoriums Shanghai                                                    | 2005–2007                                                        |
| Taiwan                  | Philharmonia Moments Musicaux                                                                      | 2008                                                             |
| Dänemark                | Music Academy Symphony Orchestra                                                                   | 2000                                                             |
| Dänemark                | Symphonieorchester der Universität Süddänemark                                                     | 2009                                                             |
| Deutschland             | Bundesjazzorchester                                                                                | 2009, 2022                                                       |
| Deutschland             | Bundesjugendorchester                                                                              | 2000–2002, 2006–2012, 2014–2019, 2020*, 2021, 2022, 2023         |
| Deutschland             | Deutsche Streicherphilharmonie                                                                     | 2009, 2013, 2016, 2024                                           |
| Deutschland             | Ensemble Resonanz                                                                                  | 2001, 2003                                                       |
| Deutschland             | Junge Deutsche Philharmonie                                                                        | 2000, 2003, 2014                                                 |
| Deutschland             | Junge Sinfonie Berlin                                                                              | 2005                                                             |
| Deutschland             | RIAS Jugendorchester                                                                               | 2000, 2003, 2006, 2010                                           |
| Dominikanische Republik | Filarmónica Appassionato Juvenil                                                                   | 2024                                                             |
| Dominikanische Republik | Orquesta Sinfónica Nacional Juvenil                                                                | 2019                                                             |
| Estland                 | Symphonieorchester der Estnischen Musikakademie                                                    | 2002, 2005, 2016                                                 |
| Finnland                | Sibelius Academy Symphony Orchestra                                                                | 2000                                                             |
| Finnland                | Sinfoniaorkesteri Vivo                                                                             | 2004, 2008                                                       |
| Frankreich              | Orchestre du Conservatoire National Supérieur Musique et Danse de Lyon                             | 2002                                                             |
| Frankreich              | Orchestre Français des Jeunes                                                                      | 2000, 2006, 2008, 2011, 2012, 2014, 2016, 2017, 2023             |
| Georgien                | Georgian Sinfonietta                                                                               | 2010, 2018                                                       |
| Georgien                | New Georgian Philharmonic                                                                          | 2015                                                             |
| Georgien                | Tbilisi Youth Orchestra                                                                            | 2023                                                             |
| Griechenland            | Greek Youth Symphony Orchestra                                                                     | 2021, 2023                                                       |
| Griechenland            | Orchester der Aristoteles-Universität Thessaloniki                                                 | 2002                                                             |
| Großbritannien          | National Youth Orchestra of Great Britain                                                          | 2015, 2019                                                       |
| Großbritannien          | Chineke! Junior Orchestra                                                                          | 2022                                                             |
| Großbritannien          | National Youth Jazz Orchestra                                                                      | 2024                                                             |
| Großbritannien          | National Youth Orchestra of Scotland                                                               | 2000, 2003, 2005, 2007                                           |
| Großbritannien          | National Youth Orchestra of Wales                                                                  | 2004, 2013                                                       |
| Großbritannien          | Ulster Youth Orchestra                                                                             | 2008                                                             |
| Irland                  | National Youth Orchestra of Ireland                                                                | 2000, 2004                                                       |
| Island                  | String Orchestra of Reykjavik                                                                      | 2001                                                             |
| Israel                  | Galilee Chamber Orchestra                                                                          | 2019                                                             |
| Israel                  | Symphonieorchester der Buchmann-Mehta-Musikschule                                                  | 2006                                                             |
| Israel                  | The Young Israel Philharmonic                                                                      | 2000                                                             |
| Italien                 | Orchestra Giovanile Italiana                                                                       | 2000, 2002, 2005, 2007, 2013, 2022                               |
| Italien                 | Orchestra Sinfonica Giovanile del Piemonte                                                         | 2003                                                             |
| Japan                   | Chor und Orchester der Elisabeth University of Music, Hiroshima                                    | 2017                                                             |
| Japan                   | Tokyo Geidai Symphony Orchestra                                                                    | 2009                                                             |
| Kanada                  | National Youth Orchestra of Canada                                                                 | 2018                                                             |
| Kanada                  | Orchestre Symphonique des Jeunes de Montréal                                                       | 2009                                                             |
| Kasachstan              | Symphonieorchester des kasachischen Nationalkonservatoriums                                        | 2005, 2008                                                       |
| Kasachstan              | Symphonieorchester der Nationalen Universität der Künste Kasachstans                               | 2016, 2024                                                       |
| Kolumbien               | Colombian Youth Philharmonic                                                                       | 2017                                                             |
| Kolumbien               | Orquesta Sinfónica Juvenil Batuta Bogotá                                                           | 2011                                                             |
| Korea                   | Korean Symphony Youth Orchestra (KOSYM)                                                            | 2011                                                             |
| Kuba                    | Orchestra del Lyceum de la Habana                                                                  | 2021, 2023                                                       |
| Lettland                | Symphonieorchester der J. Vitols Musikakademie                                                     | 2002, 2004, 2016                                                 |
| Litauen                 | Symphonieorchester der Litauischen Musikakademie                                                   | 2002, 2003                                                       |
| Mexiko                  | Jugendorchester der Nationalen Universität Mexikos                                                 | 2013                                                             |
| Mexiko                  | Orquesta Sinfónica „Estanislao Mejia“                                                              | 2016                                                             |
| Moldawien               | Moldovan National Youth Orchestra                                                                  | 2017                                                             |
| Neuseeland              | Auckland Youth Symphony Orchestra                                                                  | 2011, 2018                                                       |
| Niederlande             | JeugdOrkest Nederland                                                                              | 2006, 2022                                                       |
| Niederlande             | Concertgebouworkest YOUNG                                                                          | 2023                                                             |
| Niederlande             | Nationaal Jeugdorkest                                                                              | 2000, 2004, 2016, 2018, 2024                                     |
| Niederlande             | Jong Metropole Symphonic Jazz Orchestra                                                            | 2023                                                             |
| Norwegen                | Ungdomssymfonikerne                                                                                | 2000, 2006, 2010, 2013, 2015, 2016, 2018, 2023                   |
| Oman                    | Königliches Symphonieorchester Oman                                                                | 2007                                                             |
| Österreich              | Wiener Jeunesse Orchester                                                                          | 2000, 2001, 2005, 2009, 2013, 2021                               |
| Österreich              | Angelika Prokopp Sommerakademie der Wiener Philharmoniker                                          | 2022, 2024                                                       |
| Polen                   | Beethoven-Akademie Orchester                                                                       | 2007, 2010                                                       |
| Polen                   | International Lutosławski Youth Orchestra                                                          | 2022                                                             |
| Polen                   | Polska Orkiestra Sinfonia Iuventus                                                                 | 2011, 2013, 2019                                                 |
| Polen                   | Sinfonietta Cracovia                                                                               | 2001                                                             |
| Portugal                | Aproarte Youth Orchestra                                                                           | 2001                                                             |
| Portugal                | Jovem Orquestra Portuguesa                                                                         | 2015, 2017, 2019, 2022, 2024                                     |
| Rumänien                | „Concerto“ – Orchester der Musik-Universität Bukarest                                              | 2003                                                             |
| Rumänien                | Nationales Jugendorchester Rumänien                                                                | 2012, 2014, 2018, 2019, 2021, 2022, 2023                         |
| Rumänien                | Romanian Sinfonietta Orchestra                                                                     | 2015                                                             |
| Rumänien/Moldau         | Jugendorchester Rumänien-Moldau                                                                    | 2016                                                             |
| Russland                | All-Russian Youth Orchestra                                                                        | 2014                                                             |
| Russland                | Ensemble Studio Neue Musik                                                                         | 2001                                                             |
| Russland                | International Tatarstan Youth Orchestra                                                            | 2019                                                             |
| Russland                | Junge Philharmonie Russland                                                                        | 2003, 2005, 2011                                                 |
| Russland                | National Students' Symphony Orchestra                                                              | 2001                                                             |
| Russland                | Symphonieorchester des Mussorgski-Konservatoriums Ural                                             | 2016                                                             |
| Russland                | Ural Youth Symphony Orchestra                                                                      | 2012                                                             |
| Russland                | Youth Chamber Orchestra St. Petersburg                                                             | 2018                                                             |
| Schweden                | O/Modernt Kammarorkester                                                                           | 2014, 2015, 2017, 2019                                           |
| Schweden                | O/Modernt New Generation Orchestra                                                                 | 2021, 2022, 2024                                                 |
| Schweiz                 | Schweizer Jugend-Sinfonie-Orchester                                                                | 2002                                                             |
| Singapur                | Singapore National Youth Orchestra                                                                 | 2012                                                             |
| Slowakei                | Jugendorchester der Slowakischen Musikgesellschaft                                                 | 2004                                                             |
| Slowakei                | Nationales Jugendorchester der Slowakei                                                            | 2019                                                             |
| Slowenien               | Symphonieorchester der Musikakademie Ljubljana                                                     | 2004, 2007, 2018                                                 |
| Spanien                 | Joven Orquesta Nacionál de España                                                                  | 2000–2002, 2006, 2007, 2010, 2012, 2014, 2018                    |
| Spanien                 | Joven Orquesta Sinfónica del Principado de Asturias                                                | 2004                                                             |
| Syrien                  | Orchester der Hochschule für Musik in Damaskus                                                     | 2006                                                             |
| Südafrika               | MIAGI Youth BigBand                                                                                | 2004                                                             |
| Südafrika               | MIAGI Youth Orchestra                                                                              | 2009, 2012, 2014, 2018, 2024                                     |
| Südafrika               | New Skool Orchestra @ MIAGI                                                                        | 2012, 2014                                                       |
| Thailand                | Siam Sinfonietta                                                                                   | 2013                                                             |
| Tschechien              | Czech Student Symphony Orchestra                                                                   | 2000, 2003                                                       |
| Tschechien              | Ševčík Academy Orchestra                                                                           | 2024                                                             |
| Tschechien              | Tschechisches Jugendsymphonieorchester                                                             | 2009                                                             |
| Türkei                  | Nationales Jugendsymphonieorchester der Türkei                                                     | 2008, 2010, 2015, 2017, 2019, 2022                               |
| Türkei                  | Orchester des Staatlichen Konservatoriums an der Universität zu Istanbul                           | 2006                                                             |
| Türkei                  | Symphonieorchester des Staatskonservatoriums Ankara                                                | 2002                                                             |
| Ukraine                 | Youth Symphony Orchestra of Ukraine                                                                | 2018, 2022, 2023                                                 |
| Ukraine                 | Symphonieorchester der Tschaikowsky Musikakademie                                                  | 2002, 2005, 2015                                                 |
| Ungarn                  | Danubia Youth Symphony Orchestra                                                                   | 2000, 2001, 2003, 2007                                           |
| Ungarn                  | Zugloer Philharmonie Budapest                                                                      | 2013                                                             |
| Uruguay                 | Orquesta Nacional Juvenil de Uruguay-Sodre                                                         | 2022                                                             |
| USA                     | Juilliard Orchestra                                                                                | 2005                                                             |
| USA                     | National Youth Orchestra of the USA                                                                | 2019, 2022                                                       |
| USA                     | NYO Jazz                                                                                           | 2018, 2023                                                       |
| Usbekistan              | Youth Symphony Orchestra of Uzbekistan                                                             | 2023                                                             |
| International           | Arab Youth Philharmonic Orchestra                                                                  | 2013, 2016                                                       |
| International           | Armenisch-Türkisches Jugendorchester (Musik that unites!)                                          | 2012                                                             |
| International           | Asian Youth Orchestra                                                                              | 2017, 2023                                                       |
| International           | Baltic Youth Philharmonic / Baltic Sea Philharmonic                                                | 2010, 2012, 2017                                                 |
| International           | Central European Initiative Youth Orchestra (heute als European Spirit of Youth Orchestra bekannt) | 2007                                                             |
| International           | Cuban-European Youth Orchestra                                                                     | 2017                                                             |
| International           | c/o chamber orchestra                                                                              | 2015, 2021                                                       |
| International           | Ensemble European Music Project                                                                    | 2004                                                             |
| International           | European Union Youth Orchestra                                                                     | 2000, 2004–2013, 2015, 2016, 2018, 2019, 2020*, 2021, 2023, 2024 |
| International           | Galilee Chamber Orchestra Israel-Palästina                                                         | 2019                                                             |
| International           | Gustav Mahler Jugendorchester                                                                      | 2000, 2001, 2003, 2016, 2017, 2023                               |
| International           | I, Culture Orchestra                                                                               | 2015, 2017                                                       |
| International           | International Regions Symphony Orchestra                                                           | 2011                                                             |
| International           | International Tatarstan Youth Orchestra Deutschland-Russland                                       | 2019                                                             |
| International           | Internationales Tschaikowski Jugendorchester Jekaterinburg                                         | 2017                                                             |
| International           | Jeunesses Musicales Weltorchester                                                                  | 2000, 2001                                                       |
| International           | Junge Deutsch-Polnische Philharmonie                                                               | 2005                                                             |
| International           | Junge Münchner Philharmonie                                                                        | 2004, 2005                                                       |
| International           | jungenç philharmonisches orchester                                                                 | 2009                                                             |
| International           | Junges Klangforum Mitte Europa                                                                     | 2006                                                             |
| International           | Krzyzowa-Music                                                                                     | 2016                                                             |
| International           | LGT Young Soloists                                                                                 | 2021                                                             |
| International           | Moritzburg Festival Orchester                                                                      | 2008, 2012, 2015, 2021, 2024                                     |
| International           | Nationaal Jeugd Orkest Summer Academy                                                              | 2004                                                             |
| International           | Nationaal Jeugd Orkest Summer Academy – Orchestra of the 19th Century                              | 2008, 2011, 2012                                                 |
| International           | Nationaal Jeugd Orkest Symphony Orchestra                                                          | 2015                                                             |
| International           | Orkester Norden                                                                                    | 2011                                                             |
| International           | Russisch-Deutsche Musik-Akademie                                                                   | 2020*, 2021                                                      |
| International           | Saar-Lor-Lux Kammerorchester                                                                       | 2002                                                             |
| International           | Schleswig-Holstein Festival Orchester                                                              | 2001–2006, 2008–2012, 2014, 2016, 2017, 2018, 2021               |
| International           | Shalom Berlin, Musikalische Begegnung Israel – Deutschland                                         | 2010                                                             |
| International           | Solo für Himmelsstürmer                                                                            | 2017                                                             |
| International           | Southbank Sinfonia                                                                                 | 2018                                                             |
| International           | Symphonieorchester des Festivals junger Künstler Bayreuth                                          | 2003                                                             |
| International           | Young Janácek Philharmonic                                                                         | 2003, 2004                                                       |
| International           | Young Orchestra of the Americas                                                                    | 2006, 2011                                                       |
| International           | Young Philharmonic Orchestra Jerusalem Weimar                                                      | 2013, 2015                                                       |
| International           | Western Balkans Youth Orchestra                                                                    | 2022, 2023, 2024                                                 |
| International           | World Youth Orchestra                                                                              | 2007                                                             |

2000* kennzeichnet den Beitrag des Orchesters bzw. der Institution zum kammermusikalischen Format von Young Euro Classic.

## Young Euro Classic deutschland- und weltweit
Ausgehend von den Erfolgen in Berlin fanden Konzerte von Young Euro Classic auch an anderen Orten statt. In Deutschland wurden u. a. Konzertsäle in Essen, Hamburg, Darmstadt, München und Kassel bespielt.
Young Euro Classic gestaltet auch Projekte im Ausland. Nicht zuletzt durch Eigenproduktionen, mit neu gegründeten bi- und multinationalen Ensembles, gibt das Festival weltweit Impulse für die Entwicklung der Jugendorchesterszene.
Die Konzerte im Ausland fanden u. a. in China (Peking, Changzhou, Nanjing, Qingdao, Shanghai, Tianjin, Wuxi), in Indien (New Delhi), in Japan (Iwaki, Tokyo), in Brasilien (Belém, Brasília, Cuiabá, Fortaleza, Goiânia, Manaus, Porto Alegre, Ribeirão Preto, Rio de Janeiro, Salvador da Bahia, São Paulo, Vitória), in der Türkei (Istanbul), in Russland (Moskau) und in den Ländern des ehemaligen Jugoslawien (Pristina, Skopje, Zajecar, Split, Cetinje) statt.

## Young Euro Classic Eigenproduktionen
| Länder/Region                          | Produktion                                                   | Jahr             |
| -------------------------------------- | ------------------------------------------------------------ | ---------------- |
| Südkaukasus                            | Young Euro Classic Akademie Südkaukasus                      | 2011             |
| Türkei/Deutschland                     | Young Euro Classic Berlin-Istanbul Orchester                 | 2009             |
| Brasilien/Deutschland                  | Young Euro Classic Ensemble Brasilien-Deutschland            | 2013             |
| China/Deutschland                      | Young Euro Classic Ensemble China-Deutschland                | 2012, 2017, 2018 |
| Japan/Deutschland                      | Young Euro Classic Ensemble Japan-Deutschland                | 2011             |
| Südosteuropa                           | Young Euro Classic Ensemble Südosteuropa                     | 2009             |
| China/Deutschland                      | Young Euro Classic Festivalensemble China-Deutschland        | 2009             |
| China/Deutschland                      | Young Euro Classic Festivalorchester China-Deutschland       | 2007, 2008, 2010 |
| Russland/Deutschland                   | Young Euro Classic Festivalensemble Russland-Deutschland     | 2009             |
| Südosteuropa                           | Young Euro Classic Festivalorchester Südosteuropa            | 2010             |
| Türkei/Deutschland                     | Young Euro Classic Festivalorchester Türkei-Deutschland      | 2011             |
| Ukraine/Deutschland/ Russland/Armenien | Young Euro Classic Friedensorchester                         | 2015             |
| Brasilien/Deutschland                  | Young Euro Classic Orchester Brasilien-Deutschland           | 2013             |
| Frankreich/Deutschland                 | Young Euro Classic Orchester Deutschland-Frankreich          | 2021             |
| Frankreich/Russland/Deutschland        | Young Euro Classic Orchester Deutschland-Frankreich-Russland | 2021             |
| Indien/Deutschland                     | Young Euro Classic Orchester Deutschland-Indien              | 2011             |
| Türkei/Deutschland                     | Young Euro Classic Orchester Essen-Istanbul                  | 2010             |
| Russland/Deutschland                   | Young Euro Classic Orchester Russland-Deutschland            | 2012             |
| Südosteuropa                           | Young Euro Classic Orchester Südosteuropa                    | 2011             |
| Griechenland/Deutschland               | Young Euro Classic Festivalorchester                         | 2019             |

## Young Euro Classic während der Pandemie
Während der Covid-19-Pandemie musste Young Euro Classic 2022 sein Format anpassen. Statt sinfonischer Werke erklang Kammermusik in entsprechend kleineren Ensembles. Statt Jugendorchester aus der ganzen Welt, präsentierte Young Euro Classic den Nachwuchs der Berliner Fortbildungsinstitute Universität der Künste, Hochschule für Musik Hanns Eisler, Barenboim-Said-Akademie, Jazz-Institut Berlin. Das Hygienekonzept im Konzerthaus Berlin erlaubte im Großen Saal nur deutlich weniger Besucher als gewohnt. Die Festivalhymne, und die Rede der Paten und Konzerteinführungen entfielen. Da es weder Ur- noch deutsche Erstaufführungen gab und keine Publikumsjury zusammenkommen konnte, wurde kein Europäischer Kompositionspreis verliehen.
2021 konnte wieder in sinfonischer Besetzung gespielt werden. Dennoch verhinderte die Pandemie den Auftritt von drei Orchestern, deren Konzerte bereits im Verkauf waren. Die Grußworte der Paten wurden digital zur Verfügung gestellt, die Konzerteinführungen konnte man sich als Podcast anhören. Der Europäische Kompositionspreis wurde wieder verliehen, allerdings erneut anders als gewohnt: Um freischaffende Künstler zu unterstützen, entschied sich der Veranstalter, das Preisgeld unter allen fünf Einreichungen aufzuteilen.

## Auszeichnungen
Im Jahr 2007 wurde Young Euro Classic im Wettbewerb „365 Orte im Land der Ideen“ der Initiative „Deutschland – Land der Ideen“ ausgezeichnet. Mit der LANXESS Young Euro Classic China Tour 2007 gewann die LANXESS AG in den USA den Gold Award in der Kategorie Sponsorship bei den Mercury Excellence Awards 2007/2008. 2008 bekam Gabriele Minz, die Leiterin des Festivals, den Verdienstorden des Landes Berlin verliehen und das Festival wurde zur „Kulturmarke des Jahres“ im Rahmen der erfolgreichsten Marketingstrategien von Kulturprojekten im deutschsprachigen Raum nominiert. 2015 gewann Young Euro Classic den Titel „Europäische Kulturmarke des Jahres 2015“. Die Israelische Botschaft Berlin verlieh dem Festival im Jahr 2016 eine Medaille für Verdienste um die bilateralen Beziehungen zwischen Israel und Deutschland. 2017 wurde das Publikum von Young Euro Classic zum Publikum des Jahres nominiert und erreichte im Wettbewerb die Endrunde. 2021 erhielt Gabriele Minz im Auftrag des Bundespräsidenten das Verdienstkreuz am Bande des Verdienstordens der Bundesrepublik Deutschland für ihr Engagement.

## Next Generation
Mit dem Nachwuchsprogramm Next Generation fördert das Festival musikalische Bildung und kulturelle Teilhabe. Ausgehend von einem Juniorfestival 2019, bietet das Festival seither diverse Formate für das ganze junge Publikum. In Workshops, Orchesterakademien oder beim Kindertag (ehemals Familientag genannt) für alle sammeln Kinder im Alter von 6 bis 16 Jahren Erfahrungen mit Kultur in all seinen Facetten.

## Young Euro Connect
Im Jahr 2004 wurde der Verein Young Euro Connect gegründet, um den europäischen Gedanken neben dem musikalischen Programm auch mittels Literatur erkunden zu können. 2005 präsentierten junge europäische Autoren zum ersten Mal ihre Essays im Rahmen von Young Euro Classic. Unterstützt wurden sie dabei von namhaften deutschsprachigen Schauspielern. Weitere schriftstellerische Erkundungen und ein Journalismusprojekt folgten. Anlässlich des Festivaljubiläums ließ Young Euro Connect die ehemaligen Teilnehmer Michal Hvorecký, Saša Stanišić, Tanja Maljartschuk und Jonas T. Bengtsson zum Thema europäische Zukunftsperspektiven debattieren.
2020 beteiligte sich Young Euro Connect mit dem Literaturprojekt „Europa – Meine Heimat? Meine Zukunft?“ an Next Generation. Diese Ideenwerkstatt richtet sich an Berliner Oberstufenschüler und ermutigt sie dabei, eigene Gedanken zu Europa zu entwickeln. 2021 wurde das Format fortgesetzt.

### Themen 2005–2021
- 2005: Vision Europa 2025
- 2006: Europa – die große Freiheit?
- 2007: Europa – grenzenlos gleich?
- 2008: Europa – brüderlich geeint?
- 2009: Deutschland – Frankreich – Polen
- 2010: Ode an Griechenland
- 2011: European Blind Dates
- 2019: EUROPA zwischen Traum und Trauma
- 2020: EUROPA: Meine Heimat? Meine Zukunft?
- 2021: EUROPA: Meine Heimat? Meine Zukunft?